# Bighilin, Prahova
Bighilin este un sat în comuna Bucov din județul Prahova, Muntenia, România. Se află în partea central-estică a județului, în Subcarpații de Curbură.
Așezarea este atestată documentar în anul 1783.
La recensământul din 2002 avea o populație de 148 locuitori.